# Tiroidectomia
A tireoidectomia consiste na remoção cirúrgica da totalidade ou de parte da glândula tireóide. Esta cirurgia pode ser efectuada quando um paciente sofre de câncer da tireóide ou sofre de uma outra patologia deste órgão tal como o hipertireoidismo.
As complicações possíveis são rouquidão, decorrente de lesão do nervo laríngeo recorrente; cãibras por queda nos níveis de cálcio sérico devido hipoparatireoidismo; hemorragias e infecções.
A Tireoidectomia é indicada em casos de câncer na tireoide, quando há um aumento na glândula tendo uma compressão nas estruturas do pescoço, quando o paciente tem um hipotireoidismo sem tratamento clínico ou por estética.
Esta glândula endócrina produz diversos hormônios, tais como: tiroxina, triiodotironina, calcitonina e paratormônio.